# Stefanie Becker
Stefanie Becker (* 5. April 1982 in Fulda) ist eine deutsche Fußballspielerin.

## Karriere

### Vereine
Becker begann mit dem Fußballspielen bei der Sportvereinigung Hosenfeld in der gleichnamigen Gemeinde im Landkreis Fulda und setzte es bei der DJK FSV Schwarzbach, einem Sportverein aus Hofbieber in Hessen, fort. Dem Jugendalter entwachsen wurde sie zur Saison 2001/02 vom Bundesligisten FSV Frankfurt verpflichtet, für den sie bis Saisonende 2003/04 30 Punktspiele bestritt und ein Tor erzielte. Ihr Bundesligadebüt gab sie am 19. August 2001 (1. Spieltag) beim 1:1-Remis im Heimspiel gegen den FFC Heike Rheine, ihr erstes Tor in der höchsten Spielklasse im deutschen Frauenfußball erzielte sie am 25. November 2001 (10. Spieltag) beim 4:2-Sieg im Heimspiel gegen den WSV Wendschott mit dem Treffer zum Endstand in der 80. Minute. Nach einer Unterbrechungszeit von sechs Jahren, schloss sie sich dem 1. FFC 08 Niederkirchen in der 2. Bundesliga Süd an.

### Nationalmannschaft
Becker spielte für die U18-Nationalmannschaft, mit der sie an der vom 27. Juli bis 4. August 2000 in Frankreich ausgetragenen Europameisterschaft teilnahm und in Boulogne-sur-Mer mit dem 4:2-Sieg über die Auswahl Spaniens den Titel gewann, wie auch am 28. Juli 2001 in Lillestrøm beim 3:2-Sieg über die Auswahl Norwegens.
Am 9. September 2001 debütierte sie für die A-Nationalmannschaft, die in Chicago gegen die US-amerikanische Nationalmannschaft im Rahmen des US-Cup mit 1:4 verlor. Es war ihr einziges Länderspiel, in der sie in 90 Minuten zum Einsatz gekommen war. Ihren zweiten Einsatz als Nationalspielerin hatte sie – im Mittelfeld eingesetzt – am 25. Oktober 2001 in Wolfsburg beim 9:0-Sieg über die Nationalmannschaft Portugals im zweiten Spiel der Qualifikationsgruppe 4 für die Weltmeisterschaft 2003 in den Vereinigten Staaten. Ihr drittes und letztes Länderspiel bestritt sie am 17. November 2001 in Enschede beim 3:0-Sieg über die Nationalmannschaft der Niederlande im dritten Spiel der Qualifikationsgruppe 4 für die Weltmeisterschaft 2003; dabei wurde sie in der 61. Minute für Birgit Prinz eingewechselt.

## Erfolge
- U18-Europameister 2000, 2001